# Łozy (Mazovie)
Pour les articles homonymes, voir Łozy.
Łozy (prononciation : [ˈwɔzɨ]) est un village polonais de la gmina de Paprotnia dans le powiat de Siedlce de la voïvodie de Mazovie dans le centre-est de la Pologne.

## Géographie
Il se situe à environ 3 km à l'est de Paprotnia (siège de la gmina), 22 km au nord-est de Siedlce (siège du powiat) et à 103 km à l'est de Varsovie (capitale de la Pologne).
Le village comptait approximativement une population de 89 habitants en 2010.

## Histoire
De 1975 à 1998, le village appartenait administrativement à la voïvodie de Siedlce.

Depuis 1999, il appartient administrativement à la voïvodie de Mazovie